# Christoph Eberhard
Christoph Eberhard, Pseudonym: Alethophilus  (* 1675; † 1750 in Halle (Saale)) war ein deutscher Geograph und Prediger.

## Leben
1711 war Eberhard Generalstabsprediger unter General Adam Weide bei der russischen Armee, die im Fürstentum Moldau einmarschiert war. Die Russen wurden aber von den Osmanen geschlagen. 
In Halle machte er die Bekanntschaft mit Christoph Semler. Das hohe Preisgeld für die Lösung des Längenproblems, das das britische Parlament 1714 ausgelobt hatte, veranlasste auch Semler einen Vorschlag an das Board of Longitude zu richten. Seine Methode sollte die magnetische Inklination verwenden. Eberhard sollte Semlers Vorschlag in London vorstellen, jedoch verriet er ihm vorsichtshalber nicht alle Einzelheiten. Eberhard unterbreitete die Methode 1717 in Amsterdam Zar Peter dem Großen und 1718 in London dem Board. Isaac Newton gab keine Stellungnahme ab, und so trat der Board nicht zur Diskussion zusammen. Ein Mitglied, William Whiston, wandte sich an Eberhard mit dem Vorschlag, ihm das Verfahren offenzulegen, da er als Engländer eher Erfolg haben könnte. Nach einer Erprobung auf See wollte er im Erfolgsfall die Belohnung mit ihm teilen. Whiston testete sie auf einer Seereise, jedoch ohne Erfolg. Ob sie danach dem Board noch einmal unterbreitet wurde, ist nicht bekannt. Nach Eberhards Angaben wurde das semlersche Verfahren ohne seine Kenntnis anonym von einem S. B. W. unter seinem Namen veröffentlicht.
Danach hielt er sich in Russland auf. Der dänische König Friedrich IV. ernannte ihn zum Vizepräsidenten des (damals dänischen)  Altona. Zar Peter der Große rief ihn nach Russland zurück. Er sollte in Kamtschatka ein Schiff bauen und die Küsten von Alaska untersuchen. Der Tod Peters 1725 beendete das Unterfangen und er kehrte nach Halle zurück.

## Werke
- Der Innere und äußere Zustand Derer Schwedischen Gefangenen In Rußland, Durch Ihre eigene Brieffe, Darinnen Sie Die auf ihre vormahliche fleischliche Sicherheit erfolgte Bekehrung, und wunderbahre Erhaltung, Wie auch die Aufrichtung der öffentlichen Schule zu Tobolsky der Hauptstadt Siberien, nebst ausgestandener vielen Wiederwärtigkeit, und andern Dingen mehr, freymüthig melden, Zur Ausbreitung der wunderbahren Wege des HErrn, und zur allgemeinen Erbauung getreulich ans Licht gestellet / Von Alethophilo.;  Franckfurth und Leipzig : Buchhandlung, 1718
- Specimen Theoriae Magneticae, Quo ex certis Principiis Magneticis ostendibus vera et universalis Methodus inveniendi Longitudinem et Latitudinem : Confectum Londini A. 1718 ... ; Versuch einer Magnetischen Theorie ... aus dem Lateinischen übersetzt von S. B. W.